# Baritz Árpád
Baritz Árpád (Dés, 1913. október 14. – Budapest, 1982. augusztus 19.) gépészmérnök.

## Életpályája
1939-ben szerzett diplomát a temesvári műegyetemen. 1941-ig Romániában élt. 1941–1945 között Csepelen a Weiss Manfréd Gépgyárban dolgozott tervezomérnökként. 1945-ben megbízták a Csepeli Üveggyár megszervezésével, melynek üzemvezető főmérnöke lett. 1949-től a Zagyvapálfalvi Üveggyárban dolgozott főmérnökként. 1952-ben az Építésügyi Minisztériumban a Finomkerámia- és Üvegipari Igazgatóság iparági főmérnöke lett, majd a Beruházási Igazgatóságon, később a Műszaki Fejlesztési Főosztály szilikátipari osztályán dolgozott osztályvezető-helyettesként. 1966–1975 között a Szilikátipari Tudományos Egyesület főtitkárhelyettese volt. 1967-ben a Szilikátipari Központi Kutató és Tervező Intézetbe került, ahol az Orosházi Síküveggyár, a Beremendi Cementgyár, a Nyergesújfalui Eternitgyár nagyberuházások tervezése és irányítása tartozott feladatai közé.
Üvegipari technológiák gépesítésével és az építőanyag-ipar távlati fejlesztésének kérdéseivel foglalkozott elméleti munkáiban

## Művei
- A gépesített síküveggyártás válfajai (Budapest, 1953)
- Építő- és épitőanyagipari vállalatok beruházásának tervezése és lebonyolítása (társszerzőkkel, Budapest, 1953)
- Üvegipari kézikönyv (társszerzőkkel, Budapest, 1964)
- A magyar üveggyártás 25 éve (Budapest, 1973)